# 不知火フレア
不知火 フレア（しらぬい フレア、英: Shiranui Flare、中: 不知火 芙蕾雅）は、日本のバーチャルYouTuber、バーチャルアイドル。ホロライブプロダクションの女性バーチャルYouTuberグループ・ホロライブの3期生「ホロライブファンタジー」のメンバー。

## 概要
誕生日は4月2日。年齢は、2021年5月時点で221歳。身長158センチ。挨拶は「こんぬいー！」など。
キャラクターデザインはlack、Live2Dモデル制作はナナメがそれぞれ担当。
ファンの愛称は「エルフレンド」、メンバーシップの名前は「止まり木」。

## 人物・エピソード
- 交友関係にあるホロライブのメンバーは、同期ではデビュー時期が近く同じくオーディションからの選考だった宝鐘マリン、白銀ノエル[8]、同期以外ではSound Horizonを共通の趣味としている白上フブキ、角巻わため[9]、『Minecraft』のゲーム実況をきっかけに親交が深まった星街すいせい、さくらみこ、尾丸ポルカ[10]。

## 略歴
- 2019年
  - 6月13日、デザインが公表され、演者の募集が行われる。当初は名前がなく「サバサバ系の姉御肌エルフ」と紹介されていた[8]。
  - 8月1日、宝鐘マリンおよび白銀ノエルとともに名前、YouTubeチャンネル、Twitterアカウントが公表される[3]。Twitterでの活動を開始[11]。
  - 8月7日、YouTubeで初配信を行いデビュー[12]。3期生の中では兎田ぺこら、潤羽るしあに続き3番目のデビューとなった。
  - 10月28日、メンバーシップを解禁[13]。

- 2020年
  - 1月2日、お正月衣装お披露配信を実施[14]。
  - 2月25日、白銀ノエルとともに『FUKKOツイート旅「2020ここは行くべき14都県」』に参加[15]。
  - 3月13日、YouTubeチャンネル登録者数が10万人を突破[16]。
  - 6月13日、3Dモデルお披露目配信を実施[17][注釈 1]。
  - 8月7日、1周年記念配信を実施[19]。

- 2021年
  - 2月7日、YouTubeチャンネル登録者数が50万人を突破[20]。
  - 8月7日、2周年記念配信を実施[21]。
  - 12月12日、新メイン衣装お披露目配信を実施[22]。

- 2022年
  - 8月7日、3周年記念配信を実施[23]。

- 2023年
  - 6月15日、YouTubeのチャンネル登録者数が100万人を突破[24][25]。

## 主な出演

### ライブ
- VARK Presents. hololive Virtual LIVE series in VARK『Cinderella switch ～ふたりでみるホロライブ～』vol.3（2020年11月28日、VARK）[26]
- hololive IDOL PROJECT 1st Live.『Bloom,』（2021年2月17日、ニコニコ生放送・SPWN）[27]
- 「HOLOLIVE FANTASY 1st LIVE FAN FUN ISLAND」（2021年11月25日、TOKYO DOME CITY HALL・ニコニコ生放送・SPWN）[28]
- Blue Journey 1st Live「夜明けのうた」（2023年9月13日、東京ガーデンシアター）[29]

#### ホロライブ全体ライブ
- 「hololive 1st fes. ノンストップ・ストーリー」（2020年1月24日、豊洲PIT）[30]
- 「hololive 2nd fes. Beyond the Stage Supported By Bushiroad」STAGE2（2020年12月22日、ニコニコ生放送・SPWN）[31]
- 「hololive 3rd fes. Link Your Wish Supported By ヴァイスシュヴァルツ」DAY2（2022年3月20日、幕張メッセ）[32]
- 「hololive 4th fes. Our Bright Parade Supported By Bushiroad」DAY1（2023年3月18日、幕張メッセ）[33]
- 「hololive 5th fes. Capture the Moment Supported By Bushiroad」（2024年3月16日 - 3月17日、幕張メッセ）[34]
- 「hololive 6th fes. Color Rise Harmony」（2025年3月8日 - 3月9日、幕張メッセ）[35][36][37]

### イベント
- 不知火建設社員総会（2025年2月9日、ベルサール羽田空港）[38]

### ゲーム
- 妖怪ウォッチ ぷにぷに（2024年1月1日 - 1月16日） - コラボイベント期間にゲーム内キャラクターとして追加[39]。
- 『FLARE NUINUI QUEST』（2024年10月24日発売） - 本人役[40]
- Nintendo Switch版「グルーヴコースター ワイワイパーティー!!!!」- 2024年12月のアップデートにて登場した[41]。

### WEBマンガ
- 漫画：ヨハネ、原作：カバー『Holoearth Days! A Tale Side:W ウェスタdeクッキング -幸せのルセット-』マンガUP!、2024年10月 - [42]

### 単行本
- 漫画：ヨハネ、原作：カバー『Holoearth Days! A Tale Side:W ウェスタdeクッキング -幸せのルセット-』 1巻、スクウェア・エニックス、2025年5月7日。ISBN 9784757597792。[43][44]

## タイアップ
- 2025年2月9日 - 3月16日、羽田エアポートガーデンにて、「不知火建設×羽田エアポートガーデン」を実施[45][46]。

## 演じた人物
- 五藤希愛 - 『大還元祭！夢のフレアチャンネル！』MV[47][48]

## リリース音源
○出典：hololive（ホロライブ）公式サイト

### 不知火フレア
| 発売日        | タイトル               | 品番     | 出典   |
| ------------- | ---------------------- | -------- | ------ |
| 2021年4月3日  | Smile & Go!!           | CVRD-038 | [ 49 ] |
| 2022年6月20日 | 全力ジャンピング！     | CVRD-169 | [ 50 ] |
| 2022年8月8日  | フレ！フレ！エルフレ！ | CVRD-189 | [ 51 ] |
| 2023年4月3日  | ユグドラシル           | CVRD-277 | [ 52 ] |
| 2023年7月16日 | SKYSONAR               | CVRD-307 | [ 53 ] |
| 2023年8月8日  | アトリエ               | CVRD-315 | [ 54 ] |
| 2024年8月8日  | マーブル冴える         | CVRD-456 | [ 55 ] |
| 2025年2月24日 | Funfair                | CVRD-540 | [ 56 ] |
| 2025年4月3日  | 薄明光線               | CVRD-557 | [ 57 ] |
| 2025年8月8日  | 架空と本当             | CVRD-610 | [ 58 ] |

| 発売日        | タイトル | 品番     | 出典   |
| ------------- | -------- | -------- | ------ |
| 2023年9月23日 | Canvas   | CVRD-333 | [ 59 ] |

### ホロライブファンタジー / HOLOLIVE FANTASY
| 発売日         | タイトル                 | 品番     | 出典   |
| -------------- | ------------------------ | -------- | ------ |
| 2021年11月22日 | いんたらくとふぁんたじあ | CVRD-091 | [ 60 ] |
| 2024年3月31日  | REALITY FANTASY          | CVRD-402 | [ 61 ] |

### 不知火建設
| 発売日        | タイトル | 品番     | 出典   |
| ------------- | -------- | -------- | ------ |
| 2023年8月28日 | なかま歌 | CVRD-323 | [ 62 ] |

| 発売日       | タイトル         | 品番     | 出典   |
| ------------ | ---------------- | -------- | ------ |
| 2024年6月8日 | scrap ＆ build ! | CVRD-432 | [ 63 ] |

### hololive IDOL PROJECT
| 発売日        | タイトル                                            | 品番     | 出典          |
| ------------- | --------------------------------------------------- | -------- | ------------- |
| 2021年1月7日  | 至上主義アドトラック                                | CVRD-019 | [ 64 ] [ 65 ] |
| 2021年1月14日 | Candy-Go-Round                                      | CVRD-021 | [ 66 ]        |
| 2021年2月4日  | STARDUST SONG                                       | CVRD-027 | [ 67 ]        |
| 2021年2月19日 | あすいろClearSky                                    | CVRD-031 | [ 68 ]        |
| 2022年8月19日 | 飛んでK！ホロライブサマー                           | CVRD-199 | [ 69 ]        |
| 2022年8月22日 | ホロメン音頭                                        | CVRD-200 | [ 70 ]        |
| 2024年3月15日 | ホロライブ言えるかな？hololive SUPER EXPO 2024 ver. | CVRD-406 | [ 71 ]        |
| 2025年2月27日 | Color Rise Harmony                                  | CVRD-537 | [ 72 ]        |

| 発売日        | タイトル | 品番     | 出典   |
| ------------- | -------- | -------- | ------ |
| 2021年4月21日 | Bouquet  | HOLO-001 | [ 73 ] |

### その他の参加作品
| 発売日        | タイトル          | アーティスト                                       | 品番       | 出典   |
| ------------- | ----------------- | -------------------------------------------------- | ---------- | ------ |
| 2022年6月27日 | 進め↑BAKATARATION | バカタレ共（白上フブキ・不知火フレア・角巻わため） | CVRD-174   | [ 74 ] |
| 2024年2月7日  | 水たまり          | Blue Journey                                       | UPCH-89552 | [ 75 ] |
| 2025年3月27日 | 青く在れ          | 不知火フレア & IRyS                                | CVRD-553   | [ 76 ] |

| 発売日        | タイトル                  | アーティスト          | 品番       | 楽曲                                                                    | 出典          |
| ------------- | ------------------------- | --------------------- | ---------- | ----------------------------------------------------------------------- | ------------- |
| 2023年9月6日  | 夜明けのうた              | Blue Journey          | UPCH-20658 | -                                                                       | [ 77 ]        |
| 2024年2月27日 | ほろはにヶ丘高校 -Covers- | hololive × HoneyWorks | HLP-10005  | ファンサ （夜空メル、白上フブキ、夏色まつり、不知火フレア、白銀ノエル） | [ 78 ] [ 79 ] |